# Ishtar Terra

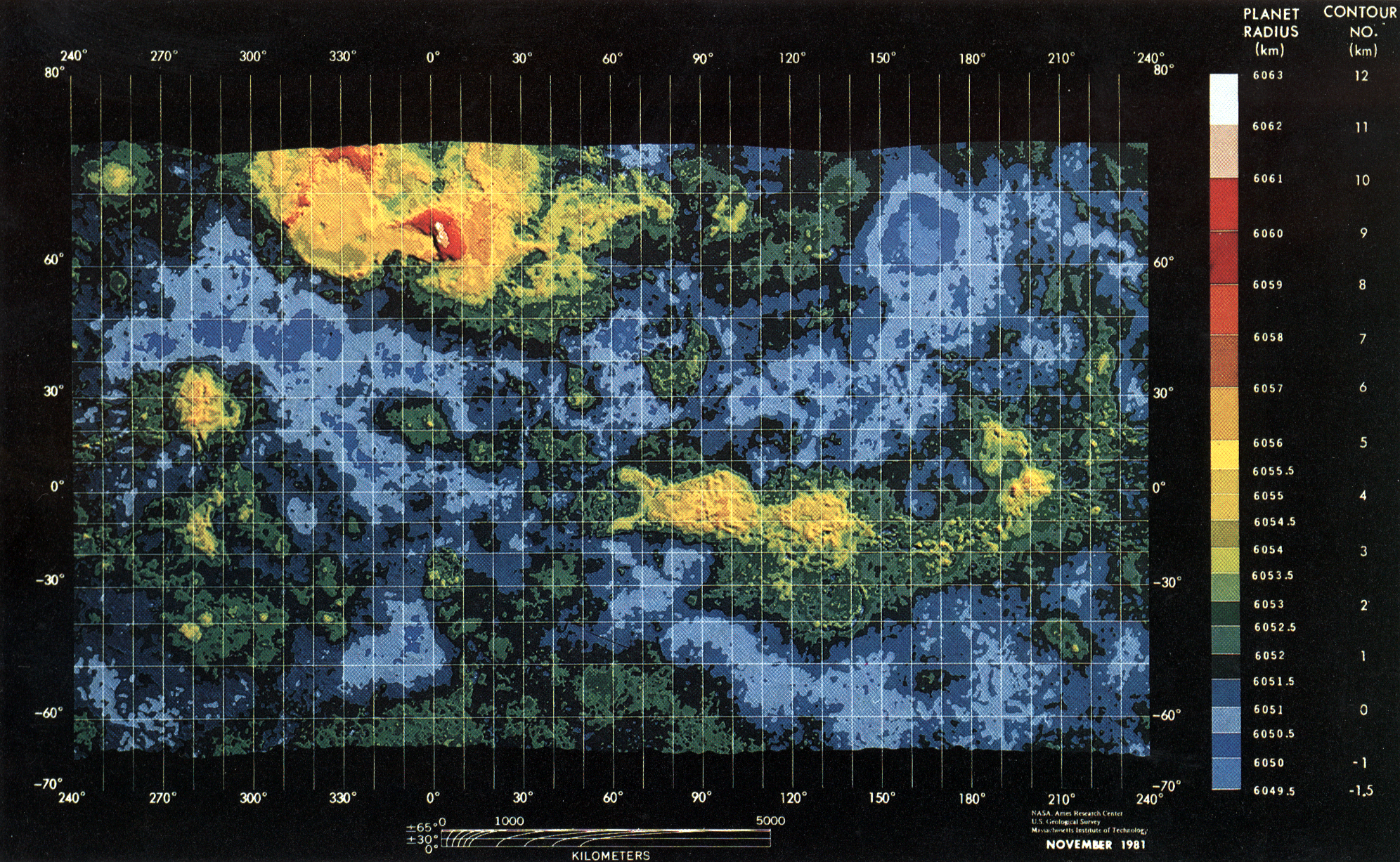
Bản đồ độ cao được mã hóa bằng màu của Sao Kim, hiển thị các "lục địa" trên cao có màu vàng: Ishtar Terra ở trên đỉnh và Aphrodite Terra ngay dưới đường xích đạo bên phải.

Ishtar Terra là một trong hai khu vực cao nguyên chính trên hành tinh sao Kim. Nó nhỏ hơn trong ba "lục địa", và nằm ở gần cực bắc. Nó được đặt theo tên của nữ thần Akkadian Ishtar.
Kích thước của Ishtar Terra là khoảng giữa kích thước của Úc và lục địa Hoa Kỳ. Ở rìa phía đông của nó là chuỗi núi lớn Maxwell Montes, là cao 11 km so với núi Everest ở mức 8,8 km. Một bên của dãy núi là một miệng hố va chạm  đường kính 100 km chứa đầy dung nham.
Ishtar Terra bao gồm bốn dãy núi chính của Sao Kim: Maxwell Montes ở rìa phía đông, Freyja Montes ở phía bắc, Akna Montes ở rìa phía tây và Danu Montes ở khu vực phía nam. Chúng bao quanh vùng đồng bằng thấp hơn Ishtar Terra, được đặt tên là Lakshmi Planum (được đặt theo tên của nữ thần Hindu Lakshmi).
Ishtar Terra cũng chứa các núi lửa được đặt theo tên của những người phụ nữ nổi tiếng: Sacajawea, Colette và Cleopatra. Ishtar Terra cũng là nơi có nhiều tesserae, được hình thành do biến dạng kiến tạo.